# Cathorops mapale
Cathorops mapale és una espècie de peix de la família dels àrids i de l'ordre dels siluriformes.

## Morfologia
Els mascles poden assolir els 30,6 cm de llargària total.

## Distribució geogràfica
Es troba a Sud-amèrica: Colòmbia i Veneçuela.